# Ніколас Ніклбі (фільм)
«Ніколас Ніклбі» — кінофільм режисера Дугласа МакГрата, який вийшов на екрани в 2002 році.

## Зміст
Дев'ятнадцяте століття, вікторіанська Англія. Батько помирає, і сімʼя лишається без грошей. Вдова з дорослими дітьми їдуть до його брата, але той виявляється дуже цинічною й меркантильною людиною. Синові Ніколасу Ніклбі необхідно зберегти родину, де він тепер за головного, незважаючи на скрутні обставини. Фільм знятий на основі роману Чарльза Дікенса.

## Ролі
| Актор         | Роль |
| ------------- | ---- |
| Джеймі Белл   | -    |
| Джим Бродбент | -    |
| Том Кортні    | -    |
| Алан Каммінг  | -    |
| Едвард Фокс   | -    |
| Ромола Гарай  | -    |
| Енн Гетевей   | -    |
| Беррі Гамфріз | -    |
| Чарлі Ганнем  | -    |
| Нейтан Лейн   | -    |

## Знімальна група
- Режисер — Дуглас МакГрат
- Сценарист — Дуглас МакГрат, Чарльз Діккенс
- Продюсер — Саймон Ченнінг-Вільямс, Гейл Іган, Джон Харт
- Композитор — Рейчел Портман